# Wycisłowo
Wycisłowo – wieś w Polsce położona w województwie wielkopolskim, w powiecie gostyńskim, w gminie Borek Wielkopolski. Liczy około 290 mieszkańców i obejmuje 54 gospodarstwa rolne. Ponadto, do sołectwa Wycisłowo należy leśniczówka Wroniny.
Miejscowość wywodzi swoje imię prawdopodobnie od założyciela osady - Wycisła. Zrodziła się we wczesnym okresie średniowiecza. W XII wieku stała się wsią rycerską, a pod koniec XIII wieku otrzymała przywileje czynszowe. W XIV wieku była zamieszkiwana przez sołtysa oraz 8 kmieci. W 1510 roku istniał tu folwark pańszczyźniany, a od początku XVII wieku wieś była częścią klucza Jeżewskiego. Proces uwłaszczenia chłopów z Wycisłowa miał miejsce w 1838 roku, gdy 20 chłopów z Jeżewa, 10 z Jawora oraz sześciu chłopów z Wycisłowa uzyskali swoje prawa. W rezultacie powstała liczna wieś chłopska z 36 gospodarstwami. Około 1880 roku folwark został podzielony między niemieckich kolonistów, a dworek stał się przyszłą siedzibą szkoły. W latach 1975–1998 miejscowość administracyjnie należała do województwa leszczyńskiego.

## Instytucje oświatowe działające w Wycisłowie
- Szkoła Podstawowa im. Edmunda Bojanowskiego